# Manozilfruktoza-fosfat sintaza
Manozilfruktoza-fosfat sintaza (EC 2.4.1.246, manozilfruktoza-6-fosfat sintaza, MFPS) je enzim sa sistematskim imenom GDP-manoza:D-fruktoza-6-fosfat 2-alfa-D-manoziltransferaza. Ovaj enzim katalizuje sledeću hemijsku reakciju
GDP-manoza + D-fruktoza 6-fosfat {\displaystyle \rightleftharpoons } GDP + beta-D-fruktofuranozil-alfa-D-manopiranozid 6F-fosfat
Enzim, iz zemljišnih proteobakterija i biljnog patogena Agrobakterija tumefaciens, vrste C58, deluje u prisustvu Mg2+ ili Mn2+ jona.

## Literatura
- Nicholas C. Price; Lewis Stevens (1999). Fundamentals of Enzymology: The Cell and Molecular Biology of Catalytic Proteins (Third изд.). USA: Oxford University Press. ISBN 019850229X.
- Eric J. Toone (2006). Advances in Enzymology and Related Areas of Molecular Biology, Protein Evolution (Volume 75 изд.). Wiley-Interscience. ISBN 0471205036.
- Branden C; Tooze J. Introduction to Protein Structure. New York, NY: Garland Publishing. ISBN 0-8153-2305-0.
- Irwin H. Segel. Enzyme Kinetics: Behavior and Analysis of Rapid Equilibrium and Steady-State Enzyme Systems (Book 44 изд.). Wiley Classics Library. ISBN 0471303097.

## Spoljašnje veze
- Mannosylfructose-phosphate+synthase на 